# Simon & Schuster
Simon & Schuster LLC (/ˈʃuːstər/ SHOO-stər) este o companie de editură americană deținută de Kohlberg Kravis Roberts. A fosf fondată în New York City la 2 ianuarie 1924 de Richard L. Simon și M. Lincoln Schuster. Alături de Penguin Random House, Hachette, HarperCollins și Macmillan Publishers, Simon & Schuster este considerată a fi una dintre cele Cinci Mari edituri de limba engleză. Din 2017, Simon & Schuster este a treia cea mai mare editură din Statele Unite, publicând 2 000 de titluri pe an sub 35 de amprente diferite.

## Oameni

### Redactori și editori
- Clifton Fadiman Jr., redactor-șef[9]
- Jack Goodman, redactor-șef[9]
- Jerome Weidman, redactor-șef[9]
- Joe Barnes, redactor-șef[9]
- Justin Kaplan[9]
- Max Schuster (redactor-șef)[9]
- Michael Korda (redactor-șef)[9]
- Quincy Howe (redactor-șef)
- Robert Gottlieb[9]
- Peter Schwed[9]
- Wallace Brockway (redactor-șef)[9]
- William Cole
- Maxwell Perkins

### Autori
Simon & Schuster a publicat mii de cărți scrise de mii de autori. Această listă include unii dintre cei mai importanți autori (care sunt semnificativi din punct de vedere cultural sau au avut mai multe bestselleruri, adică au vândut cel puțin 3000 de cărți).
- Andrew Solomon
- Annie Proulx
- Audrey Niffenegger
- Bob Woodward
- Carrie Fisher
- Chapo Trap House
- Cornelius Ryan
- Dan Brown
- David McCullough
- Dick Cheney
- Donald Trump
- Doris Kearns Goodwin
- Doris Lessing
- Ernest Hemingway
- F. Scott Fitzgerald
- Frank McCourt
- Glenn Beck
- Kayleigh McEnany
- Ludwig Bemelmans
- Harold Robbins
- Hendrik Willem van Loon
- Hillary Clinton
- Howard Stern
- Hunter S. Thompson
- Jackie Collins
- James Riley
- Janet Evanovich
- Jimmy Carter
- Jodi Picoult
- John Bolton
- John Irving
- Joseph Heller
- Judith Rossner
- Larry McMurtry
- Lana Del Rey
- Maddox
- Mark R. Levin
- Mary Higgins Clark
- P. G. Wodehouse
- Peter Hook
- Philippa Gregory
- R. L. Stine
- Sandra Brown
- Shel Silverstein
- Siddhartha Mukherjee
- Stephen E. Ambrose
- Stephen King
- Thomas Berger
- Thomas Wolfe
- Ursula K. Le Guin
- Walter Isaacson
- Zoella

## Amprente

### Publicații pentru adulți
- Adams Media[10][11]
- Atria Publishing Group[7]
  - 37 INK[12]
  - Atria Books
  - Atria Español
  - Atria Unbound
  - Beyond Words Publishing
  - Cash Money Content
  - Emily Bestler Books
  - Enliven Books
  - Howard Books[7]
  - Keywords Press[13]
  - Marble Arch Press
  - One Signal Publishers
  - Simon Element
  - Strebor Books International
  - Washington Square Press[14]
- Avid Reader Press[15]
- Gallery Books Group[7]
  - Gallery Books
  - Karen Hunter Publishing
  - Mercury Ink
  - MTV Entertainment Books (anterior MTV Books)
  - North Star Way Books
  - Pocket Books[7]
  - Pocket Star
  - Scout Press
  - Threshold Editions[7]
  - Twelve[16]
  - Gallery 13[17]
- Scribner[7]
  - Scribner
- Simon & Schuster (amprenta emblematică)[7]
  - Folger Shakespeare Library
  - Simon451
  - Saga Press (specializat în science fiction și fantezie)[7]

### Publicații pentru copii
- Aladdin
- Atheneum
- Beach Lane Books[7][18]
- Little Simon[7]
- Margaret K. McElderry Books,[7]
- MTV Books[19]
- Paula Wiseman Books[7]
- Salaam Reads[20]
- Simon & Schuster Books for Young Readers[7]
- Simon Spotlight[7]

### Audio
- Pimsleur Language Programs
- Simon & Schuster Audio

### Foste amprente
- Archway (amprentă pentru copii a Pocket Books, fuzionată în Aladdin Paperbacks)[21]
- Bookthrift (retipăriri ieftine, întrerupt)
- Earthlight (amprentă de science fiction în Regatul Unit, întrerupt)
- Downtown Press (ficțiune pentru femei, întrerupt)
- Fireside Books
- Free Press[7]
- Green Tiger Press
- Half Moon Books
- Inner Sanctum Mysteries
- Linden Press
- Long Shadow Books
- Minstrel Books (amprentă pentru copii a Pocket Books, fuzionată în Aladdin Paperbacks[21])
- Poseidon Press (operat 1982–1993)
- Richard Gallen Books
- Simon & Schuster Interactive (1995–2003)
- Simon Pulse[22][21]
- Sonnet Books
- Summit Books (operat 1976–1991)[23]
- Tiller Press (specializat în "nonficțiune practică": dietă, sănătate, design de domiciliu.)
- Touchstone, Touchstone Books (închis decembrie 2018)[24]
- Wallaby Books